# 孙日波
孙日波（1976年12月18日—）是一位前中國冬季兩項運動員，曾參加1998年冬季奧運會，2002年冬季奧運會和2006年冬季奧運會。她也曾在2005年世界冬季两项锦标赛上获得一枚银牌。